# Kadesch
Koordinaten: 34° 33′ 28,1″ N, 36° 31′ 10,6″ O
Kadesch, auch Qadeš, Qadesch, hethitisch: Kinza, heute Tell Nebi Mend, war eine im Altertum bedeutsame Stadt am Fluss Orontes in Syrien.

## Lage
Der Grabungshügel (Tell) liegt etwa 25 km südwestlich der Stadt Homs und südwestlich von Katna. Eine Festung bot den Stadtbewohnern und Durchreisenden Schutz. Kadesch war als Festung nicht der ausschlaggebende Machtfaktor. Nur die besondere Lage am Nordrand des Libanongebirges hob Kadesch in die Klasse der wichtigen Orte. Erst von hier konnte man bequem das Mittelmeer erreichen. Ebenso kreuzten sich hier die Handelswege von Damaskus nach Aleppo und von Amurru nach Palmyra, im weiteren Verlauf nach Mesopotamien. Durch diese zentrale Lage kontrollierte Kadesch den Handel.

## Geschichte
Der Name der Stadt verbindet sich vor allem mit jener Schlacht bei Kadesch 1274 v. Chr., in welcher der Hethiter-König Muwatalli II. einen Feldzug des Pharao Ramses II. zurückschlug. Einige Zeit davor hatte König Bentešina von Amurru, von Ramses stark unter Druck gesetzt, den Vasallenvertrag mit den Hethitern gebrochen und war zur anderen Großmacht Ägypten übergelaufen. Amurru erstreckte sich über Teile des heutigen Syrien und des heutigen Nordlibanon und grenzte an das ägyptisch beherrschte Palästina an. Das kleine Königreich bildete einen Puffer zwischen den Nordprovinzen des Pharaos und dem Hethiter-Reich. Nach der Schlacht blieb Kadesch in der Hand der Hethiter.

## Könige von Kadesch
- Šutatarra
- Aitakama (Sohn des Šutatarra) ca. 1355–1310 v. Chr.
- Niqmaddu (Sohn des Aitakama)